# 2.5G
2.5G – standard sieci komórkowych drugiej generacji, w których zaimplementowano funkcje wspomagające pakietową komutację danych. Sieci 2.5G uważane są za element ewolucji pomiędzy sieciami drugiej i trzeciej generacji.
Do sieci 2.5G zalicza się na przykład sieci GPRS/EDGE, które budowane są na podstawie istniejących sieci GSM (2G), ale dzięki technologiom wspomagającym pakietowe przesyłanie danych oferują usługi dostępne w sieciach 3G (w sieciach trzeciej generacji usługi te oferowane są z lepszą jakością). Dodatkowo sieć szkieletowa budowana dla potrzeb implementacji technologii GPRS/EDGE może być także używana przez sieci UMTS (3G), co umożliwia współistnienie sieci 2G i 3G oraz stopniową ewolucję istniejących sieci pomiędzy tymi standardami.